# Amritbani
El Amritbani de Guru Ravidas (en gurmují: ਅੰਮ੍ਰਿਤਬਾਣੀ ਸਤਿਗੁਰੂ ਰਵਿਦਾਸ ਮਹਾਰਾਜ ਜੀ, romanizado: Amritabāṇī satigurū ravidāsa mahārāja jī, lit. «Himnos ambrosiales del verdadero maestro y gran rey, Ravidas») es el libro sagrado de la religión ravidassia.

## Historia
El Amritbani de Guru Ravidas fue compilado y editado por Ramanand Dass del Dera Sach Khand Ballan. La finalización del libro sagrado fue anunciada por el Sant Samaj y el Dera Sach Khand en el Shri Guru Ravidass Janam Asthan el 30 de enero de 2011, durante el 633.º aniversario del nacimiento de Ravidas.
El 1 de febrero de 2012, segundo aniversario de la creación de la religión ravidassia, el Amritbani de Guru Ravidas fue instalado en un santuario dedicado a Ravidas en Bootan Mandi, Jalandhar, Punyab.

## Contenido

### Enseñanzas
El Amritbani contiene la bani (poesía espiritual) de Ravidas. La portada muestra el símbolo Har Nishaan y un mensaje que exhorta a los lectores a saludarse diciendo "Jai Gurdev". El libro incluye fotografías de Ravidas y del Shri Guru Ravidass Janam Asthan. El libro también incluye una lista de enseñanzas de Ravidas y los principios generales de la religión Ravidassia.

### Ragas
El Amritbani contiene 240 ragas recopilados de las enseñanzas de Ravidas. También contiene 140 shabads, 40 pade, painti akhri, bani haftawar, bani pandran tithi, baran maas updesh, dohra, saand bani, anmol vachan (milni de samen), laawaan, suhag ustat, manglachar y 231 salok. El libro tiene 177 páginas. Los ragas del Amritbani se recitan diariamente en los templos Ravidassia (bhawans). El idioma original del Amritbani es el gurmují, la lengua materna de Guru Ravidas, el punyabí. También existen traducciones a otros idiomas.
El libro sagrado incluye los siguientes himnos por raga: Siri (1), Gauri (5), Asa (6), Gujari (1), Sorath (7), Dhanasari (3), Jaitsari (1), Suhi (3), Bilaval (2), Gaund (2), Ramkali (1), Maru (2), Kedara (1), Bhairau (1), Basant (1), y Malhar (3). Contiene 140 shabads, 40 pade y 231 salok.